# Kaapa Tjampitjinpa
Kaapa Tjampitjinpa (* 1925 in Yaltjijira, Northern Territory, Australien; † 1989), auch Kaapa Mbitjana Tjampitjinga genannt, war einer der ersten Aborigines-Maler, die im Stil des Dot-Painting malten.

## Frühes Leben
In seinen ersten Lebensjahren lebte Kaapa am westlichen Ende des Landes der Anmatyerre-Aborigines. Er floh mit seiner Familie vor rassistischen Übergriffen in die Napperby Station, die im Jahr 1928 im Coniston-Massaker gipfelten. Als junger Mann arbeitete Kaapa als Viehtreiber, bevor er sich in Haasts Bluff und ab 1957 in Papunya niederließ.

## Malerei
Kaapa malte bereits vor der Entstehung des Dot-Painting-Stils Aquarelle und stellte Holzschnitzereien her, die er verkaufte, um den Unterhalt seiner Familie zu sichern.
Mit sechs anderen Aborigines-Künstlern, darunter Billy Stockman Tjapaltjarri und Long Jack Phillipus Jakamarra, malte er im August 1971 unter Anleitung des Kunstlehrers Geoffrey Bardon das Honigameisen-Mural. Dieses Mural an der Schule in Papunya ging verloren. Es gilt als das bedeutendste stilbildende Werk der frühen modernen Malerei der Aborigines. Vor der Erstellung dieses Bildwerks mit mythischen Themen hatte Kaapa die Erlaubnis der Elders der Aborigines eingeholt.
Die Künstler-Gemeinschaft Papunya Tula Artists geht wesentlich auf seine Initiative zurück. 1972 wurde er der Gründungs-Präsident dieser Gemeinschaft.
Kaapa nahm in seinen Arbeiten zeremonielle Themen der Kultur der Anmatyerre auf.
Im September 1971 gewann Kaapa den Caltex Art Award. Diese Auszeichnung war die erste öffentliche Anerkennung der Aborigines-Malerei im Dot-Painting-Stil.